# Basantapur (Sarlahi)
Pour les articles homonymes, voir Basantapur.
Basantapur (en népalais : बसन्तपुर) est un comité de développement villageois du Népal situé dans le district de Sarlahi. Au recensement de 2011, il comptait 12 338 habitants.